# 小酒館Basue
《小酒館Basue》是フォビドゥン澁川所創作的日本漫畫，由週刊YOUNG JUMP（集英社）於2017年33號至2025年26號連載。
改編電視動畫於2024年1月播出。

## 登場人物

### Basue江酒館員工
明美（聲：高橋李依）
本作女主角。小酒館Basue的坐檯小姐；擅長與酒客交談。
雖然沉默時看起來很漂亮，但行為卻很古怪，每當她開始做某件事時，都會遭到老顧客的吐槽。比大多數人更重視金錢和暴力。
看似沒有煩惱，個性開朗，但男人運卻極其糟糕（她被沒用的男人吸引），私下還背負著兩位前男友的巨額債務。
Basu江（聲：齊藤貴美子）
小酒館Basue的老闆娘；外型詭異：理長髮飛機頭；穿紫色和服；戴圓形紫墨鏡。
天野小雨（聲：宮本侑芽）
小酒館「Basue」的新兼職坐檯小姐；自述為飛特族。
外表冷靜；言語和行動通常溫和；但有時也會發表嚴厲的言論。

### 其他人物
山田（聲：阿座上洋平）
年輕上班族，總是穿著西裝，個性嚴肅而冷靜，在被前輩風間強行帶走後第一次來到Basue，並很快成為了常客。
辰哥（聲：落合福嗣）
中年男性常客。個性很友善，本名是辰巳拓郎。
森田（聲：岩崎諒太）
年輕常客，貌似《哆啦A夢》中的野比大雄。與風間是國中同學。
雖然公開宣稱自己想要受到女性的歡迎，但行為舉止甚至從自己的性別角度來看都是令人厭惡。
東美樹（聲：笠間淳）
皮膚黝黑、精力充沛的常客，國中時是美少年；正在關注明美。
勇者（聲：高橋良輔）
打扮得像勇者鬥惡龍的顧客。
小川（聲：濱野大輝）
熟悉的顧客，打扮得像個饒舌歌手。
風間（聲：福島潤）
山田的前輩。與森田是國中同學。
外表十分迷人的男人，但言行卻和外表一樣清淡。
堂島
喜歡笑話的老人，心地善良；但當自己成為笑話的對象時，他就會生氣或假裝生氣，惹上麻煩。

## 出版書籍
| 卷數 | 集英社         | 集英社                 |
| 卷數 | 發售日期       | ISBN                   |
| ---- | -------------- | ---------------------- |
| 1    | 2018年2月19日  | ISBN 978-4-08-890861-8 |
| 2    | 2018年7月19日  | ISBN 978-4-08-891066-6 |
| 3    | 2018年12月19日 | ISBN 978-4-08-891166-3 |
| 4    | 2019年4月19日  | ISBN 978-4-08-891252-3 |
| 5    | 2019年10月18日 | ISBN 978-4-08-891417-6 |
| 6    | 2020年3月19日  | ISBN 978-4-08-891496-1 |
| 7    | 2020年9月18日  | ISBN 978-4-08-891615-6 |
| 8    | 2021年2月19日  | ISBN 978-4-08-891779-5 |
| 9    | 2021年9月17日  | ISBN 978-4-08-892043-6 |
| 10   | 2022年2月18日  | ISBN 978-4-08-892213-3 |
| 11   | 2022年7月19日  | ISBN 978-4-08-892369-7 |
| 12   | 2022年11月17日 | ISBN 978-4-08-892490-8 |
| 13   | 2023年6月19日  | ISBN 978-4-08-892685-8 |
| 14   | 2024年1月18日  | ISBN 978-4-08-893107-4 |
| 15   | 2024年6月19日  | ISBN 978-4-08-893281-1 |
| 16   | 2025年1月17日  | ISBN 978-4-08-893503-4 |
| 17   | 2025年5月19日  | ISBN 978-4-08-893663-5 |
| 18   | 2025年7月17日  | ISBN 978-4-08-893775-5 |

## 電視動畫

### 製作人員
- 原作：フォビドゥン澁川（日语：フォビドゥン澁川）
- 導演、劇本統籌、劇本、演出、美術監督、美術設定：蘆名實
- 人物設定、總作畫監督、色彩設定：富山。
- 作畫監督：、
- 動畫製作：Studio PuYUKAI（日语：スタジオぷYUKAI）
- 製作：小酒館Basue常連一同

### 主題曲

#### 片頭曲
otonari製作的片頭曲。作詞、歌：RIRIKO，作曲、編曲：佐高陵平

#### 片尾曲
每一集片尾曲都不同，角色以卡拉OK的方式演唱過去的歌曲。
オリビアを聴きながら
第1話片尾曲。歌：明美（高橋李依），作詞、作曲：尾崎亞美
1978年11月5日發表，原唱：杏里

第1話插入曲。歌：辰哥、明美（落合福嗣、高橋李依），作詞：蘆名實，作曲：小鷲翔太
泰語翻譯：Thanwarat Supannithi
長い夜
第2話片尾曲。歌：辰哥（タツ兄，落合福嗣），作詞、作曲：松山千春
1981年4月21日發表，原唱：松山千春
シルエット・ロマンス
第3話片尾曲。歌：東美樹（笠間淳），作詞：來生悅子，作曲：來生孝夫
1981年11月25日發表，原唱：大橋純子

第4話片尾曲。歌：山田、風間（阿座上洋平、福島潤），作詞、作曲：TAKURO
1999年5月19日發表，原唱：GLAY

第5話片尾曲。歌：森田（岩崎諒太）feat.明美（高橋李依），作詞、作曲：蘆名稔，編曲：出口遼
あゝ無情
第6話片尾曲。歌：明美（高橋李依），作詞：湯川麗子，作曲：NOBODY
1986年4月21日發表，原唱：安·劉易斯
ロンリー・チャップリン
第7話片尾曲。歌：Basue江媽媽、辰哥（齊藤貴美子、落合福嗣），作詞：岡田富美子，作曲：鈴木雅之
1987年7月1日發表，原唱：鈴木聖美 with Rats&Star
フレソズ
第8話片尾曲。歌：天野小雨（宮本侑芽），作詞：NOKKO，作曲：土橋安騎夫
1985年10月21日發表，原唱：REBECCA
星空のディスタンス
第9話片尾曲。歌：森田（岩崎諒太），作詞：高見澤俊彥、高橋研，作曲：高見澤俊彥
1984年1月21日發表，原唱：THE ALFEE
目を閉じておいでよ
第10話片尾曲。歌：明美、山田（高橋李依、阿座上洋平），作詞、作曲：いまみちともたか
1989年1月1日發表，原唱：BARBEE BOYS
相信梦想
第11話片尾曲。歌：勇者、最終頭目（高橋良輔、子安武人），作詞：篠原仁志，作曲：德永英明
喝采
第12話片尾曲。歌：Basu江（齊藤貴美子），作詞：吉田旺，作曲：中村泰士
恋のバカンス
第13話片尾曲。歌：明美、Basu江（高橋李依、齊藤貴美子），作詞：岩谷時子，作曲：宮川泰

### 各話列表
| 話數   | 標題 | 分鏡          | 首播日期       |
| ------ | --- | ------------- | -------------- |
| 第1話  | Let’s Stay Together（歡迎來到小酒館Basue）I Ain’t Gonna Stand For It（人各有所好）God’s Gift To The World（男人這種生物……）              | 蘆名實        | 2024年 1月13日 |
| 第2話  | Come Rain or Come Shine（小雨來了）Sweet Baby（甜蜜的愛…）Still Waiting（你讓我心生嚮往）                                                | 蘆名實        | 1月20日        |
| 第3話  | You’re Still My Brother（為了可愛的你）As The Years Go Passing By（深受感動）Try Me（致我愛慕的你）                                      | 蘆名實        | 1月27日        |
| 第4話  | There Is Love（墜入愛河時）If I Should Die Tonight（今晚就要結束了）Soul Shadows（如夢似幻）                                             | 蘆名實 富山。 | 2月3日         |
| 第5話  | Get On The Good Foot（讓我欣賞妳的玉足）Talkin‘ Loud And Saying Nothin’（不可以說壞話哦）My Funny Valentine（獻給我深愛的你）            | 蘆名實        | 2月10日        |
| 第6話  | Hello Strange（於是成為傳說）What A Wonderful World（歡迎來到美妙的異世界生活）As（在那個地方相聚吧）Mean Old World（那已是往事）        | 蘆名實        | 2月17日        |
| 第7話  | Closer（別丟下我）What A Fool Believes（不許貶低人）God Blessed Our Love（多管閒事）                                                     | 蘆名實        | 2月24日        |
| 第8話  | None Of Us Are Free（請注視真實的我）In The Midnight Hour（獻給強敵…！）Twinkle Twinkle Little Me（偶爾重拾童真）Angel（那個率真的女孩） | 蘆名實        | 3月2日         |
| 第9話  | Release Yourself（別想太多）Bad, Bad Whiskey（千杯不醉的我）Can't Get Any Harder（別讓我克制）                                           | 蘆名實        | 3月9日         |
| 第10話 | Friend To Friend（跟我當朋友吧）Wednesday Night（這樣的夜晚如何？）Only Sixteen（年輕真好）                                              |               | 3月16日        |
| 第11話 | Under The Cherry Moon（如果妳能愛我）Adult Education（大人的事情）Solitude（我的朋友很少）                                               | 3月23日       |                |
| 第12話 | The Great Pretende（成為理想中的自己）Let Me Into Your World（難以理解）Trouble Man（你是怎樣啦）                                        | 3月30日       |                |
| 第13話 | Risen' To The Top（男人都渴望得到的東西）Try A Little Tenderness（心懷善意）Just One Look （發自內心的禮物）                             | 富山。        | 4月5日         |

### BD
| 卷 | 發售日期      | 收錄話數     | 規格編號   |
| -- | ------------- | ------------ | ---------- |
| 1  | 2024年4月24日 | 第1話—第4話  | PCXP-51091 |
| 2  | 2024年5月29日 | 第5話—第8話  | PCXP-51092 |
| 3  | 2024年6月19日 | 第9話—第13話 | PCXP-51093 |

## 來源
1. 1 2  . コミックナタリー (ナターシャ). 2017-07-13  [2024-01-27]. （原始内容存档于2023-08-14） （日语）.
2. ↑  第13話為網路限定播放的集數
3. 1 2 3  逆井マリ. . 電撃オンライン (KADOKAWA Game Linkage). 2023-12-14  [2024-01-27]. （原始内容存档于2023-12-14） （日语）.
4. 1 2 3 4 5 6 7 8 9  . 電撃オンライン. KADOKAWA Game Linkage. 2023-10-11  [2024-01-27]. （原始内容存档于2023-10-11） （日语）.
5. ↑  . PASH! PLUS. 主婦と生活社. 2023-12-10  [2024-01-27]. （原始内容存档于2023-12-14） （日语）.
6. ↑  『スナックバス江』TVアニメ放送中 [@snackbasue].  (推文). 2024-01-21  [2024-01-27] –Twitter.
7. ↑  . TVアニメ「スナックバス江」.   [2024-01-27]. （原始内容存档于2024-05-24）.